# Aeroportul Internațional Malabo
Aeroportul Internațional Malabo (IATA: SSG, ICAO: FGSL) este un aeroport din Provincia Bioko Norte, Insular Region⁠(d), Guineea Ecuatorială ce deservește zona Malabo. Aeroportul a fost tranzitat în 2017 de 657.287 de pasageri. A fost numit după zona deservită.
Situat la o altitudine de 23 m, aeroportul dispune de 1 pistă.

## Infrastructură

### Piste
Aeroportul dispune de o singură pistă. Pista 04/22 are suprafața de asfalt și dimensiunile 2.940 m × 45 m. 